# Sarcelle à ailes vertes
Anas carolinensis
Espèce
Synonymes
- Anas crecca carolinensis

Répartition géographique
- habitats permanent
- zone d'hivernage
- nidification

Statut de conservation UICN

 LC  : Préoccupation mineure
La Sarcelle à ailes vertes (Anas carolinensis) est une espèce d'oiseaux de la famille des Anatidae.

## Description

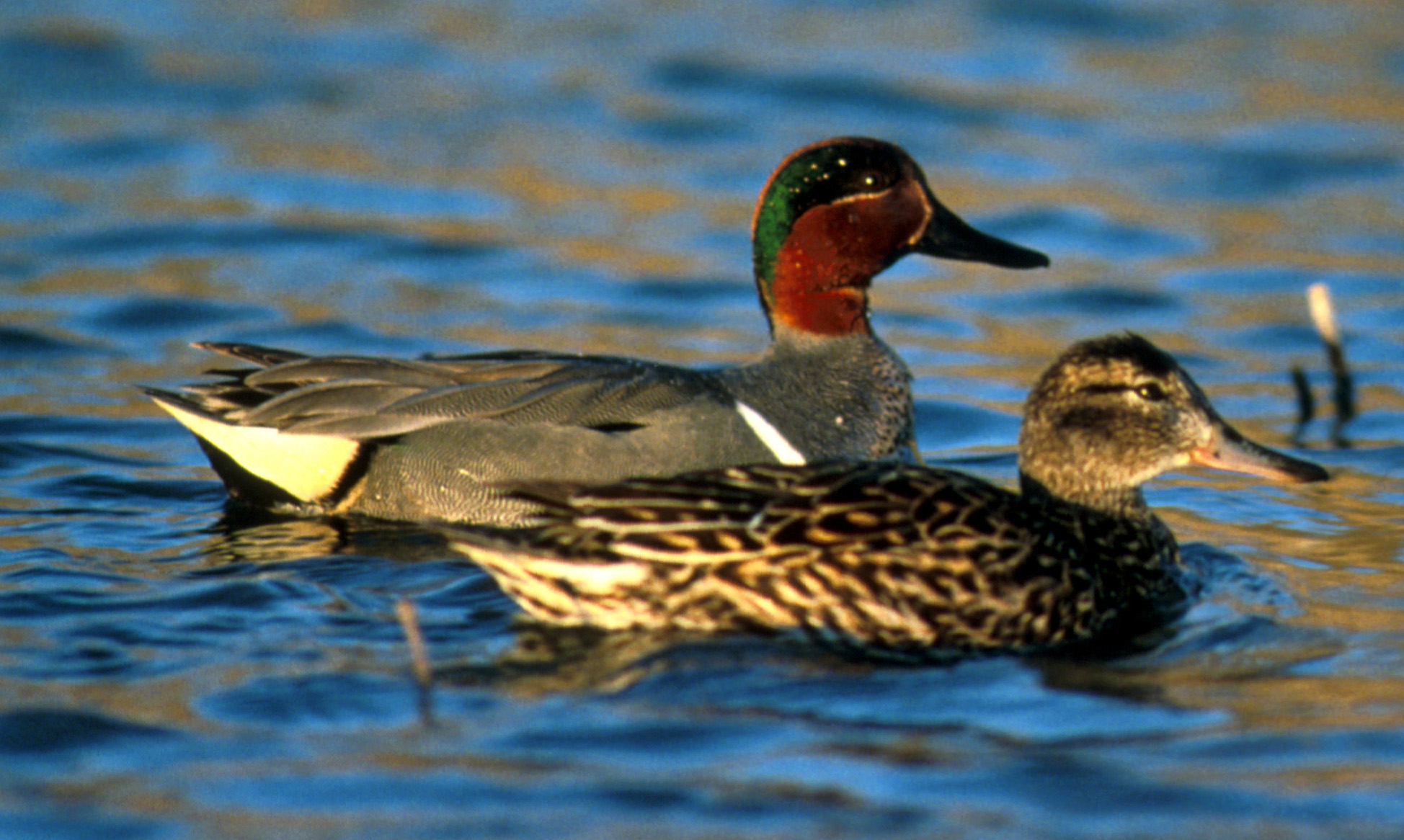
Un couple de sarcelles à ailes vertes.

Cet oiseau mesure environ 38 cm de longueur pour une envergure de 58 cm.
Elle se distingue de la Sarcelle d'hiver (Anas crecca) par une barre blanche horizontale au niveau de l'épaule.

## Distribution
Cet oiseau est largement répandue dans toute l'Amérique du Nord en dehors des îles Aléoutiennes. Elle est accidentelle en Europe.